# Alfredo Ghierra
Alfredo Ghierra (Uruguay, 31 de agosto de 1891 - 16 de noviembre de 1973) fue un futbolista uruguayo que jugaba de volante. Fue campeón olímpico en los Juegos Olímpicos de París 1924 con Uruguay.

## Trayectoria
Fue fundador de Club Atlético Defensor en 1913. Abandonó el club en 1918 y en 1922 por la desafiliación de la Liga Uruguaya. Su hermano Adolfo jugaba también en Defensor y en 1924 defendió a la selección uruguaya de la Federación Uruguaya de Football. Alfredo participó en la gira por Europa de Nacional en 1925.

## Selección nacional
Ha sido internacional con la Selección de fútbol de Uruguay en catorce oportunidades desde 1923 hasta 1926. Fue titular en los tres partidos de la Copa América 1923 y en cuatro de los cinco partidos de los Juegos Olímpicos de París 1924 con 32 años. Su último partido con Uruguay fue en el único partido que disputó por la Copa América 1926 en Chile, torneo en el que perdió el puesto frente a Cochemba Vanzzino de Nacional.

### Participaciones en Juegos Olímpicos
| Copa                     | Sede  | Resultado |
| ------------------------ | ----- | --------- |
| Juegos Olímpicos de 1924 | París | Campeón   |

### Participaciones en Copa América
| Copa              | Sede    | Resultado |
| ----------------- | ------- | --------- |
| Copa América 1923 | Uruguay | Campeón   |
| Copa América 1924 | Uruguay | Campeón   |
| Copa América 1926 | Chile   | Campeón   |

## Estadísticas

### Clubes
| Club                      | País    | Año       |
| ------------------------- | ------- | --------- |
| Universal                 | Uruguay |           |
| Club Atlético Defensor    | Uruguay | 1913-1918 |
| Universal                 | Uruguay | 1920      |
| Club Atlético Defensor    | Uruguay | 1922-1924 |
| Universal                 | Uruguay | 1924-1925 |
| Club Nacional de Football | Uruguay | 1925      |

## Palmarés

### Copas internacionales
| Título                      | Club               | Año  |
| --------------------------- | ------------------ | ---- |
| Copa América                | Selección uruguaya | 1923 |
| Copa América                | Selección uruguaya | 1924 |
| Oro en los Juegos Olímpicos | Selección uruguaya | 1924 |
| Copa América                | Selección uruguaya | 1926 |